# Ostwestfalenplan
Der Ostwestfalenplan war eine Wirtschaftsförderungsmaßnahme im Zeitraum von 1953 bis 1969 durch die Landesregierung in Nordrhein-Westfalen und die Regierung des Regierungsbezirks Detmold unter Gustav Galle und sollte dem stark ländlich geprägten Fördergebiet Ostwestfalen-Lippe, das zudem durch die Aufnahme einer hohen Anzahl von Flüchtlingen belastet wurde, Hilfe zur Industrieansiedlung bieten.
Der Ostwestfalenplan setzte sich zusammen aus den Fördermaßnahmen für den Verkehr, für die gewerbliche Wirtschaft und für die Wasserwirtschaft.
Dies gelang vor allem in Bielefeld-Sennestadt mit dem neuen Stadtviertel, in Paderborn durch die Vergrößerung der Industrie und Ansiedlung von neuen Produktionszweigen wie der Möbelbranche und der Lebensmittelindustrie, im Kalletal und im Extertal durch Ansiedlung von Industrie.